# Pietra Murata

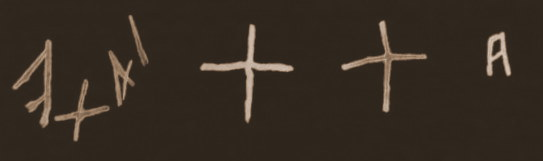
Lettere etrusche graffite su ceramica da Pietra Murata, tra cui ...aχe...

Pietra Murata è una formazione rocciosa dell'isola d'Elba dove affiorano rocce monzogranitiche, sede di più insediamenti a partire dall'Età del Bronzo sino agli Etruschi e al XIV secolo. 
Il luogo, in posizione strategica sul Mar Tirreno e visivamente comunicante con l'insediamento delle Mure, è caratterizzato da piccoli nuclei di pietre fitte emergenti dal terreno e da resti di murature attribuibili ad età ellenistica presso cui sono stati rinvenuti frammenti di vasellame con lettere etrusche graffite (...aχe...). Sulla sommità della formazione rocciosa si trovano numerose concavità circolari derivanti dall'erosione idroeolica, ma che secondo alcune recenti ipotesi potrebbero essere artificiali e costituire un osservatorio astronomico preistorico, in quanto disposte in modo simile alle Pleiadi e alla costellazione del Toro.
All'età medievale risalirebbe invece una postazione di vedetta con sedile cilindrico ricavato sulla sommità della formazione rocciosa. Da documenti pisani del 1324 si ha notizia di una sentinella armata per la vigilanza del mare sottostante («in loco dicto Grocta Murata») che comunicava eventuali avvistamenti con segnali di fumo.
Ai piedi della rupe si trova un piccolo quartiere pastorale con recinto (caprile) e riparo (capanna o grottino) in pietra probabilmente realizzato dopo il 1930 dal pastore Mamiliano Martorella di San Piero in Campo.
Prima dell'Operazione Brassard, l'azione degli Alleati fu in parte agevolata dalla collaborazione informativa di alcuni partigiani elbani come Riccardo Spinetti di San Piero, soprannominato Sottomarino, che possedeva una rudimentale postazione radio antitedesca in una grotta di Pietra Murata.
Nella zona si trovano le formazioni rocciose di Tozza al Pròtano, Tozza alla Noce e Cote dell'Orbo.

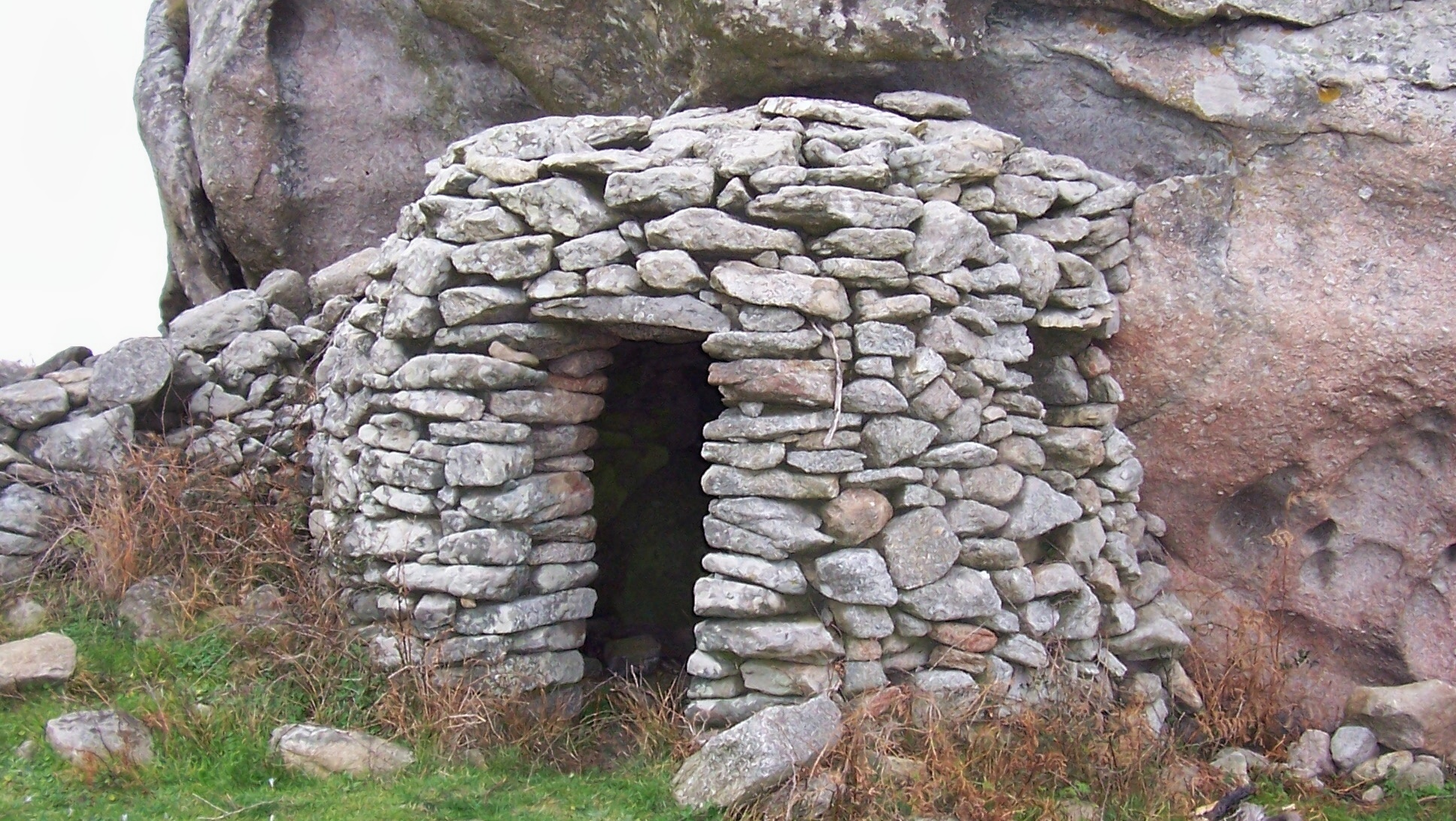
Caprile di Pietra Murata, probabile opera del pastore Mamiliano Martorella